# Jürgen Dölle
Jürgen Dölle (* 4. Oktober 1968 in Bramsche) ist ein ehemaliger deutscher Basketballspieler.

## Laufbahn
Der 1,94 Meter große Aufbauspieler lief bis 1995 für die BG Bramsche/Osnabrück in der Basketball-Bundesliga auf und kam im Dress der Niedersachsen auch zu Einsätzen im Europapokal. 1994/95 war Dölle mit 2,7 Ballgewinnen je Begegnung in dieser statistischen Wertung in der Bundesliga führend. In der Saison 1995/96 spielte er dann für Steiner Bayreuth ebenfalls in der höchsten deutschen Liga, schloss sich aber im Dezember 1995 dem Ligakonkurrenten SV Oberelchingen an. Er erzielte während seiner Laufbahn insgesamt 2019 Punkte in der Bundesliga. 1996 wechselte Dölle zum Zweitligisten BC Oldenburg-Westerstede, für den er bis 1998 spielte. Seine Töchter Tonia Dölle (1. Bundesliga) und Kira Dölle (2. Bundesliga) wurden ebenfalls in der Bundesliga aktiv.